# Abbaye Saint-Michel de Doullens
Pour les articles homonymes, voir Abbaye Saint-Michel et Saint-Michel.
L'abbaye Saint-Michel de Doullens était une abbaye de moniales bénédictines située à Doullens dans le département de la Somme.

## Histoire

### Une fondation au XIIe siècle
L'abbaye Saint-Michel de Doullens fut fondée au début du XIIe siècle, sans doute en 1104,mais il en est fait mention pour la première fois en 1138 , par le comte de Ponthieu. Elle fut construite sur les bords de l'Authie et chaque soir, l'abbesse avait la garde des clés de la ville la nuit. La première abbesse dont le nom nous est connu fut Adde, citée dans un document de 1156. 
En 1173, les moniales demandèrent la protection du pape Alexandre III. 
Au XIVe siècle , les moniales quittèrent les bords de l'Authie et s'installèrent dans la ville. L'abbaye conservait les reliques de saint Blaise, qui furent translatées dans une nouvelle châsse en 1515.

### Déclin et disparition de l'abbaye
L'abbaye fut victime d'un incendie au cours du XVIe siècle et toutes ses archives disparurent dans les flammes. L'abbesse Gabrielle de Forceville mena le monastère à la ruine, dilapida tous les biens (reliques comprises) et chassa les religieuses. Sa remplaçante, Elisabeth de Séricourt d'Esclainvillers nommée par le roi en 1637, releva l'abbaye. Marie-Anne Le Boucher d'Orsay de Marolles poursuivit l’œuvre  de redressement et fonda la confrérie du Sacré-Cœur.
À la Révolution française, l'abbaye, comptant encore douze moniales, fut supprimée en 1791. Les bâtiments abritèrent ensuite diverses administrations. La démolition débuta en 1876 et se termina en 1896 afin de permettre la construction de l'hôtel de ville actuel.

## Vestiges
Aucun élément architectural de l'abbaye n'a été conservé hormis une cuve baptismale du XIe siècle conservé au musée Lombart.